# Plan mundial para la destrucción
Plan mundial para la destrucción es el cuarto álbum de estudio de la banda argentina de heavy metal Logos. 
El álbum fue grabado por Sebastián Manta, Miguel Roldán y Martín Toledo entre los meses de julio y septiembre de 2006 en los estudios La Nave de Oseberg, en Buenos Aires, Argentina. Es el último disco de estudio con material original publicado por la banda.

## Lista de canciones
| N.º | Título                             | Escritor(es)              | Duración |  |
| 1.  | «Viaje a la realidad»              | Miguel Roldán             | 5:18     |  |
| 2.  | «Darse cuenta»                     | Roldán                    | 4:17     |  |
| 3.  | «Solo una vez más»                 | Alberto Zamarbide, Roldán | 4:26     |  |
| 4.  | «Esclavos de sus mentes»           | Roldán                    | 3:39     |  |
| 5.  | «Dejando atrás»                    | Roldán                    | 4:12     |  |
| 6.  | «Lucha por lo que tú crees»        | Zamarbide                 | 4:42     |  |
| 7.  | «Rescatando lo perdido»            | Zamarbide, Roldán         | 4:02     |  |
| 8.  | «Son tiempos violentos»            | Zamarbide, Roldán         | 4:18     |  |
| 9.  | «Plan mundial para la destrucción» | Roldán                    | 3:07     |  |
| 10. | «Ilumina mi ser»                   | Roldán                    | 3:47     |  |

## Créditos y personal
- Alberto Zamarbide: voz y coros.
- Miguel Roldán: guitarras.
- Walter Scasso: bajo eléctrico y acústico.
- Marcelo Ponce: batería.

### Músicos invitados
- Danilo Moschen: teclados.
- Marcos Torrado: percusión.

## Ficha técnica
El álbum fue grabado por Sebastián Manta, Miguel Roldán y Martín Toledo entre los meses de julio y septiembre de 2006 en los estudios La Nave de Oseberg, en Buenos Aires, Argentina.